# Trentepohlia principalis
Trentepohlia principalis är en tvåvingeart som beskrevs av Alexander 1957. Trentepohlia principalis ingår i släktet Trentepohlia och familjen småharkrankar.
Artens utbredningsområde är Principe. Inga underarter finns listade i Catalogue of Life.